# Bied (Les Ponts-de-Martel)
Der Bied, oder auch Grand Bied genannt, ist ein zwölf Kilometer langer Fluss im Vallée des Ponts im Kanton Neuenburg in der Schweiz.

## Geographie

### Verlauf

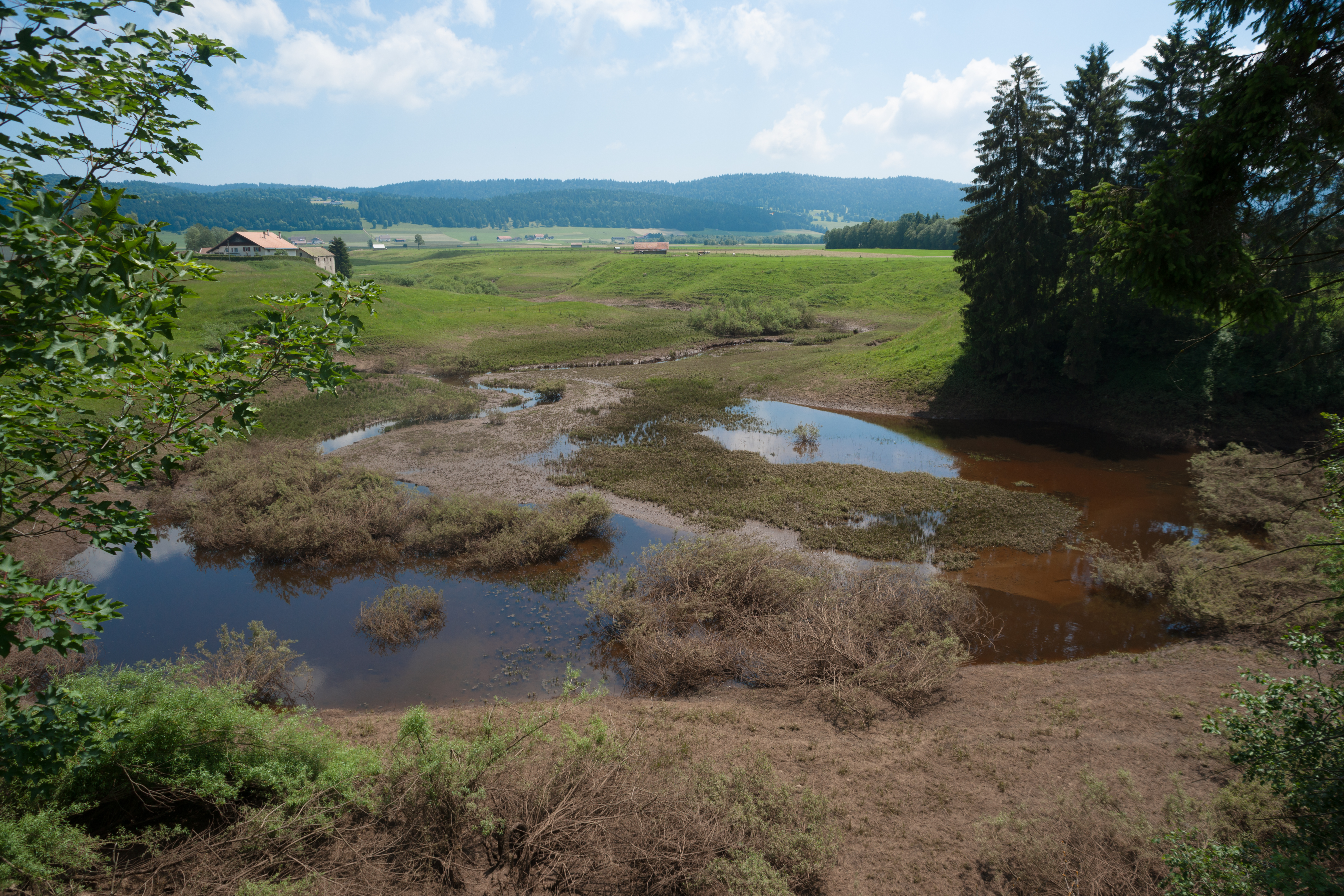
Doline, in welcher der Bied versickert

Der Bied entspringt südöstlich von La Sagne in einem engen Erosionstal am bis zu 1430 m ü. M. hohen Rochers Bruns bei der Alp La Charbonnière, wo ihm schon gleich der Les Quignets zufliesst. Der Bied durchläuft den unteren Teil des Vallée des Ponts – heute grösstenteils korrigiert und begradigt – in südwestliche Richtung. Bei Les Ponts-de-Martel liegt das Bachbett weitgehend natürlich mit zahlreichen Mäandern im Moorgebiet Tourbière des Ponts-de-Martel. Südlich des Dorfes nimmt er aus der Gegenrichtung den Ruisseau des Bieds auf und wechselt ab dessen Mündung seine Fliessrichtung nach Nordwesten. Anderthalb Kilometer danach versickert der Bach vollständig in einer Doline, die den Namen Perte du Voisinage trägt.
Das in den Karstfelsen geflossene Wasser tritt ungefähr vier Kilometer südlich und etwa 270 Meter tiefer bei der Ortschaft Noiraigue in der Source de la Noiraigue wieder zutage und fliesst nach nur rund 700 Metern in die Areuse.

### Zuflüsse
- Les Quignets (rechts)
- Ruisseau des Bieds (links)